# Людина з притону
Людина з притону (англ. Honkytonk Man) — американський кінофільм 1982 року, знятий на кіностудії «Warner Bros.», де Клінт Іствуд виступив режисером та виконавцем головної ролі.

## Сюжет
Віт народився в сім'ї фермерів, які все життя важко працювали на полях. Не бажаючи повторювати долю батьків, хлопчик живе мрією вирватися із цієї рутини. Випадок приводить до них у будинок дядька Реда — найталановитішого музиканта-виконавця, бродягу-балагура та любителя випити. Співак прямує до Нешвілла, де на нього чекає прослуховування і, можливо, серйозний контракт. Його супутником і помічником стає Віт, у якому дядько встиг розгледяти музичні здібності. Дорогою дружний дует пише пісню, покликану стати початком великого творчого шляху.

## У ролях
- Клінт Іствуд — Ред Стовелл
- Кайл Іствуд — Віт
- Джон Макінтайр — дідусь
- Алекса Кенін — Марлен
- Верна Блум — Еммі
- Метт Кларк — Вірджил
- Баррі Корбін — роль другого плану
- Джеррі Гардін — роль другого плану
- Тім Томерсон — роль другого плану
- Макон Маккалман — роль другого плану
- Джо Регалбуто — Генрі
- Гері Граббс — Джим Боб
- Лінда Гопкінс — роль другого плану
- Ребекка Клемонс — Белла
- Джонні Гімбл — роль другого плану
- Марті Роббінс — роль другого плану
- Розелл Гейл — роль другого плану
- Бетт Форд — роль другого плану
- Трейсі Волтер — роль другого плану
- Сьюзен Перетц — роль другого плану
- Джон Расселл — роль другого плану
- Чарлз Сайферс — роль другого плану
- Г'ю Ворден — роль другого плану
- Роберт Баррон — роль другого плану
- Дефорест Кован — роль другого плану
- Ллойд Нельсон — роль другого плану
- Джордж Оррісон — роль другого плану
- Гленн Райт — роль другого плану
- Рой Дженсон — роль другого плану
- Мерл Тревіс — роль другого плану
- Гарі Ерл — роль другого плану

## Знімальна група
- Режисер — Клінт Іствуд
- Сценарист — Кленсі Карлайл
- Оператор — Брюс Сертіс
- Композитор — Стів Дорфф
- Художник — Едвард С. Карфаньйо
- Продюсери — Фрітц Мейнс, Клінт Іствуд